# ヘラルド・マトス・ロドリゲス
ヘラルド・マトス・ロドリゲス（スペイン語: Gerardo Matos Rodríguez, 1897年3月28日 - 1948年4月25日）はウルグアイの作曲家、ピアニスト。

## 人物
ヘラルド・エルナン・マトス・ロドリゲス Gerardo Hernán Matos Rodriguez が本名である。かつ、マトス・ロドリゲス Matos Rodríguez が姓である。
大学生時代に作曲した1917年のタンゴ、ラ・クンパルシータ（La cumparsita）はタンゴ楽団の解釈を経て演奏されて、タンゴの中でも知名度第一位とされている。他にもタンゴの曲を作曲している。
在ドイツのウルグアイの領事に赴任していたこともある。

## 主な作品
- ラ・クンパルシータ La cumparsita